# 深田竜生
深田 竜生（ふかだ りゅうせい、2002年〈平成14年〉4月13日 - ）は、日本の歌手、タレント、アイドル。ジュニア内男性アイドルグループ・ACEesのメンバー。
埼玉県出身。STARTO ENTERTAINMENT所属。

## 来歴
2018年6月23日、ジャニーズ事務所に入所。少年忍者のメンバーとして活動する。
同期に鈴木悠仁、長瀬結星、小田将聖、稲葉通陽、田村海琉、山井飛翔がいる。
2021年1月12日、関西テレビ・フジテレビ系テレビドラマ『青のSP―学校内警察・嶋田隆平―』でドラマ初出演。
2024年2月16日、毎日放送・TBS系テレビドラマ『マイストロベリーフィルム』で矢花黎、田鍋梨々花、吉田美月喜とともにクワトロ主演を務める。
同年5月3日、東京・国立代々木競技場第一体育館で開催されたファッション＆音楽イベント「Rakuten GirlsAward 2024 SPRING／SUMMER」で自身初のランウェイを披露した。
2025年2月16日より、新しく結成されたジュニア内新グループ・ACEesに移籍する。

## 出演

### テレビドラマ
- 青のSP―学校内警察・嶋田隆平― 第1話（2021年1月12日、関西テレビ・フジテレビ） - 慶城附属中学校の生徒 役[6]
- ドラゴン桜 第2シリーズ（2021年4月25日 - 6月27日、TBS） - 天野裕太 役[11]
- 文豪少年!〜ジャニーズJr.で名作を読み解いた〜 第6話（2021年4月25日、WOWOW） - 主演・信一 役[12][13]
- 新・信長公記〜クラスメイトは戦国武将〜 第3話（2022年8月7日、読売テレビ） - 明智光秀の中学時代のギャングチーム 役[14]
- バリューの真実 “あした”が怖いXデー「夏の終わりに、星を見る」（2022年8月30日、NHK Eテレ） - 荻野俊太 役[15][16]
- ひとりぼっち -人と人をつなぐ愛の物語-（2023年4月9日、TBS） - 常連客・山崎 役[17]
- 紅さすライフ 第7話 - 最終話（2023年9月5日 - 26日、日本テレビ） - 矢巻光 役[18][19][20]
- マイストロベリーフィルム（2024年2月16日 - 4月5日、毎日放送） - 主演・市川凌 役（矢花黎・田鍋梨々花・吉田美月喜とクワトロ主演）[7]
- 若草物語-恋する姉妹と恋せぬ私-（2024年10月6日 - 12月15日、日本テレビ） - 沼田灯司 役[21][22]

### 配信ドラマ
- 若草物語-恋する姉妹と恋せぬ私- スピンオフドラマ「それぞれのハッピーバースデー」（2024年12月1日・15日、Hulu） - 沼田灯司 役[23]

### 映画
- 東西ジャニーズJr. ぼくらのサバイバルウォーズ （2022年4月1日公開、松竹） - 和馬 役[24][25]

### CM
- P&Gジャパン 「ボールド ジェルボール 4D」（2023年）[26]

### ショートムービー
- 三原色「Red」篇（2022年10月24日公開、唐津市特設サイト「カラフルカラツ」） - 主演・吉村渓 役[27][28]

### 舞台
- Endless SHOCK・Endless SHOCK -Eternal-（2023年4月9日 - 5月31日、帝国劇場）[29][30][31]
- ミュージカル「魔女の宅急便」（2024年3月8日 - 17日、日本青年館ホール / 3月21日 - 25日、新歌舞伎座） - トンボ 役[32]
- リーディング音楽劇「ジャングル大帝」ルネ&ルッキオ編（2025年1月10日 - 13日、梅田芸術劇場 シアター・ドラマシティ / 1月18日 - 31日、よみうりホール） - 主演・ルネ 役（黒田光輝とダブル主演）[33][34]

### イベント
- Rakuten GirlsAward 2024 SPRING/SUMMER（2024年5月3日、国立代々木競技場第一体育館）[8][注 1]

### 広告
- JUNRed（2024年7月 - ） - モデル起用[36]